# Simon Luttichuys

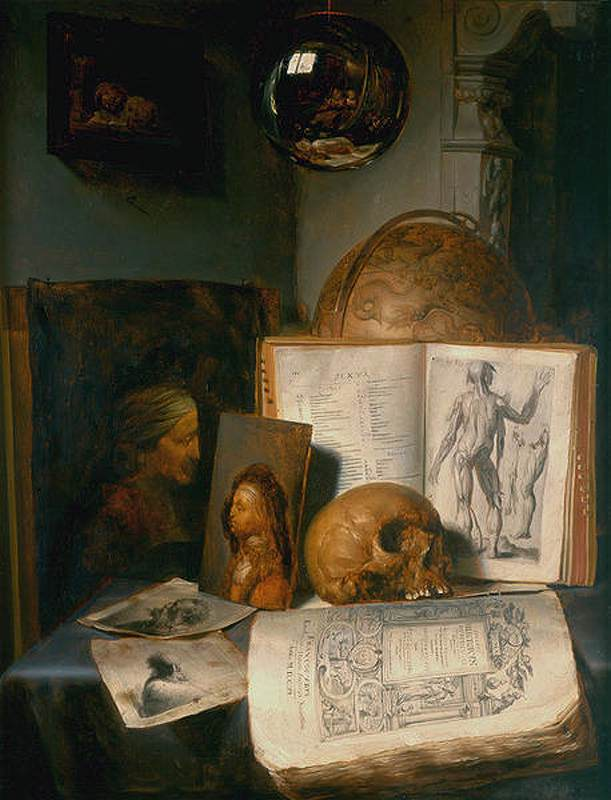
Vanitas, ok. 1650, Muzeum Narodowe - Oddział Sztuki Dawnej w Gdańsku

Simon Luttichuys (ur. 6 marca 1610 w Londynie, zm. 16 listopada 1661 w Amsterdamie) – holenderski malarz okresu baroku.
Prawdopodobnie był uczniem Jana Trecka. W jego twórczości znać wpływy  bogatych martwych natur Jana de Heema.
Przedstawiał potrawy i naczynia na stole skomponowane diagonalnie, niekiedy elementy wanitatywne.  Malował też portrety.
Jego młodszy brat – Issac Luttichuys był portrecistą.

## Wybrane dzieła
- Martwa natura z  przewróconym kuflem i kieliszkiem (1649) – Berlin, Gemäldegalerie,
- Martwa natura z czaszką (1635-40) – Museum of Fine Arts, Houston,
- Martwa natura z homarem (1656) – Berlin, Gemäldegalerie,
- Martwa natura z owocami i różami – Oksford, Ashmolean Museum,
- Martwa natura z różą - Poznań, Galeria Malarstwa i Rzeźby Muzeum Narodowego w Poznaniu,
- Martwa natura ze srebrnym kubkiem (przed 1661) – Warszawa, Muzeum Pałacu Króla Jana III w Wilanowie,
- Śniadanie z szynką – St. Petersburg, Ermitaż,
- Vanitas (ok. 1650) – Gdańsk, Muzeum Narodowe - Oddział Sztuki Dawnej,